# Linnaemya hirtipennis
Linnaemya hirtipennis är en tvåvingeart som beskrevs av Hiroshi Shima 1986. Linnaemya hirtipennis ingår i släktet Linnaemya och familjen parasitflugor. Inga underarter finns listade i Catalogue of Life.